# Münzesheim
Münzesheim (südfränkisch: Minze) ist ein Stadtteil von Kraichtal im Landkreis Karlsruhe im nordwestlichen Baden-Württemberg.

## Geographie
Münzesheim liegt in der Hügellandschaft des Kraichgaus am flach auslaufenden linken Hang des Kraichbachtals. Die Gemarkungsfläche beträgt 1181 ha.

## Geschichte

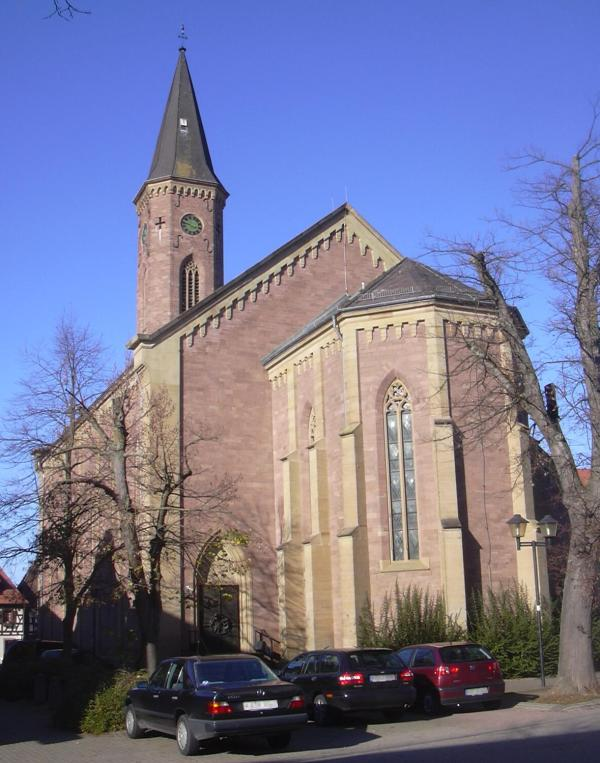
Martinskirche

Münzesheim wurde 828 anlässlich einer Schenkung erstmals als Muncinesheim im Lorscher Codex erwähnt, 1109 bis 1282 wurde der Ort durch einen örtlichen Adel beherrscht. 1326 kam Münzesheim an Baden, doch wurde er an die Hofwart von Kirchheim verlehnt. Die Lehnshoheit stammt vermutlich von den Grafen von Eberstein und damit von den Kraichgaurittern. Die Ortsherrschaft führte 1530 die lutherische Reformation ein. Nach Heimfall des Lehens 1675 gab Markgraf Friedrich von Baden den Ort seinen beiden unehelichen Söhnen, die sich Freiherren von Münzesheim nannten. Friedrich August von Münzesheim verkaufte die Ortsherrschaft 1761 wieder an den Lehnsherr, doch musste Baden die Steuerhoheit der Kraichgauer Ritterschaft bis 1805 anerkennen. Von 1805 bis 1807 gehörte Münzesheim zum Bezirksamt Bretten, dann zum Oberamt Gochsheim, 1813 schließlich vorübergehend zum Stadtamt und ersten Landamt Bruchsal und ab Dezember 1813 wieder zum Bezirksamt Bretten. 1936 kam Münzesheim zum Bezirksamt Bruchsal. Bis 1937 existierte eine jüdische Gemeinde.
Am 1. September 1971 vereinigte sich Münzesheim mit den Städten Gochsheim und Unteröwisheim sowie mit den Gemeinden Bahnbrücken, Landshausen, Menzingen, Neuenbürg, Oberacker und Oberöwisheim zur neuen Stadt Kraichtal.

## Wappen
Das ehemalige Wappen von Münzesheim zeigt in Gold ein rotes Herz, belegt mit einem silbernen Ring.

## Sehenswürdigkeiten
Die evangelische St. Martins-Kirche unterstand schon im 13. Jahrhundert dem Patronat der Grafen von Eberstein; die heutige Kirche wurde jedoch 1856 neu erbaut. Die katholische Kirche St. Andreas entstand 1963/65. Zu den historischen Gebäuden des Ortes zählt auch die Alte Schmiede.
Der asiatische Garten befindet sich direkt neben dem Therapiezentrum Münzesheim und beherbergt auf 1,5 Hektar Fläche detailgetreue Nachbauten der japanisch-asiatischen Gartenkunst. Von außenstehenden Quellen wird er als „einer der schönsten asiatischen Gärten Europas“ bezeichnet. Neben dem asiatischen Garten öffnet das Torwächterhaus, das geschichtlich älteste erwähnte Gebäude in Münzesheim, an Sonn- und Feiertagen für Besucher mit verschiedenen Sonderausstellungen.

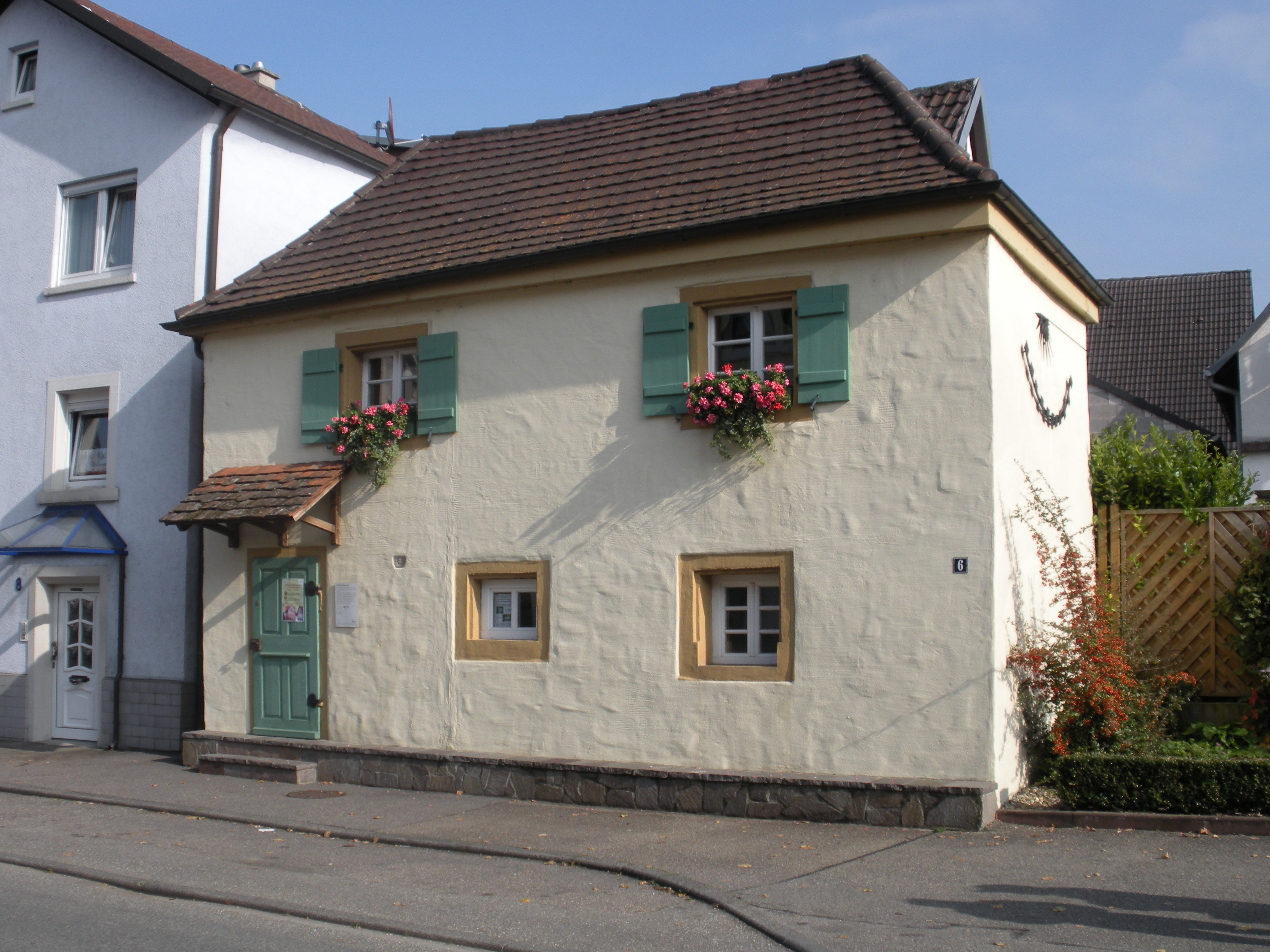
Torwächterhaus
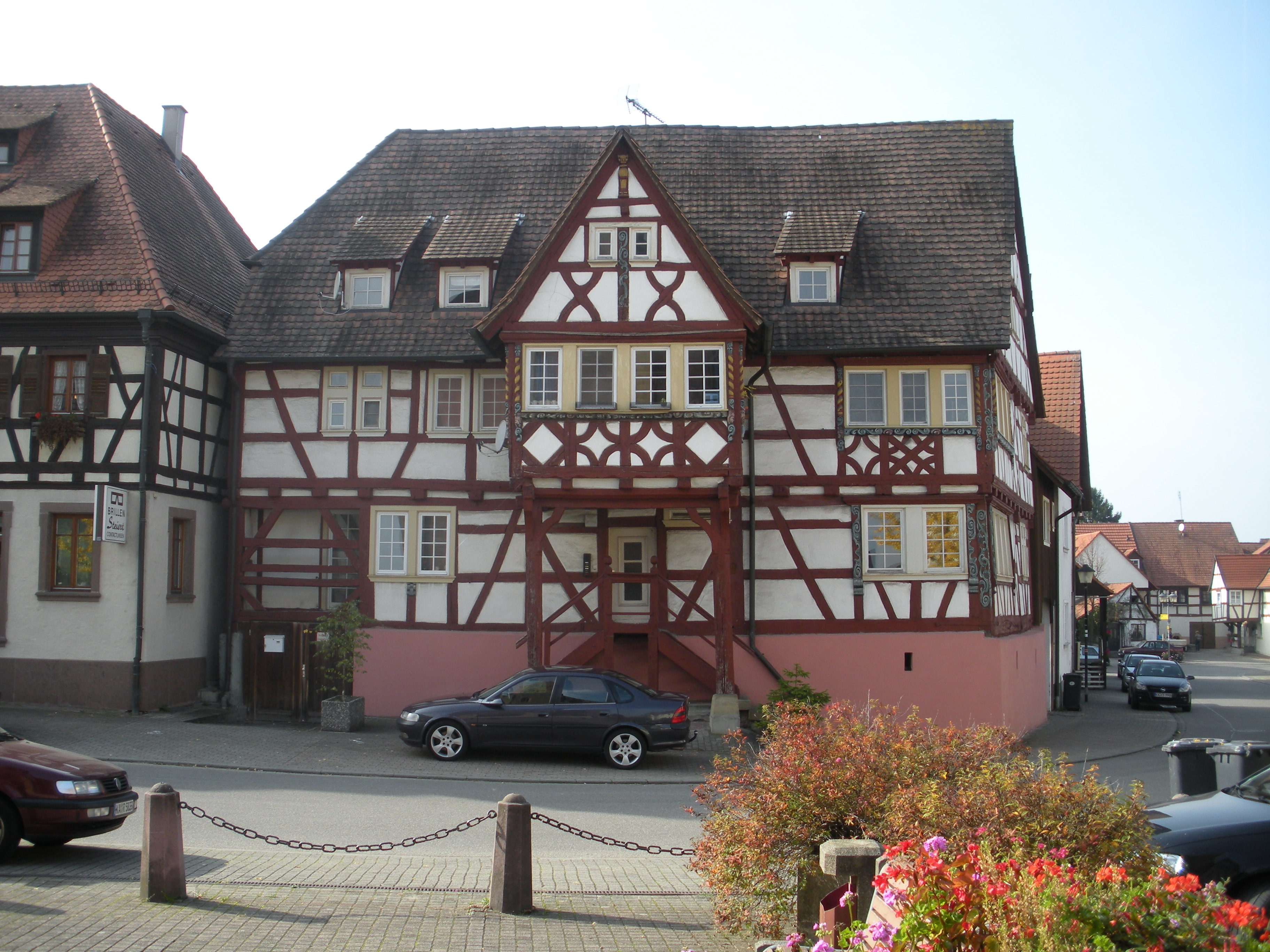
Alte Schmiede
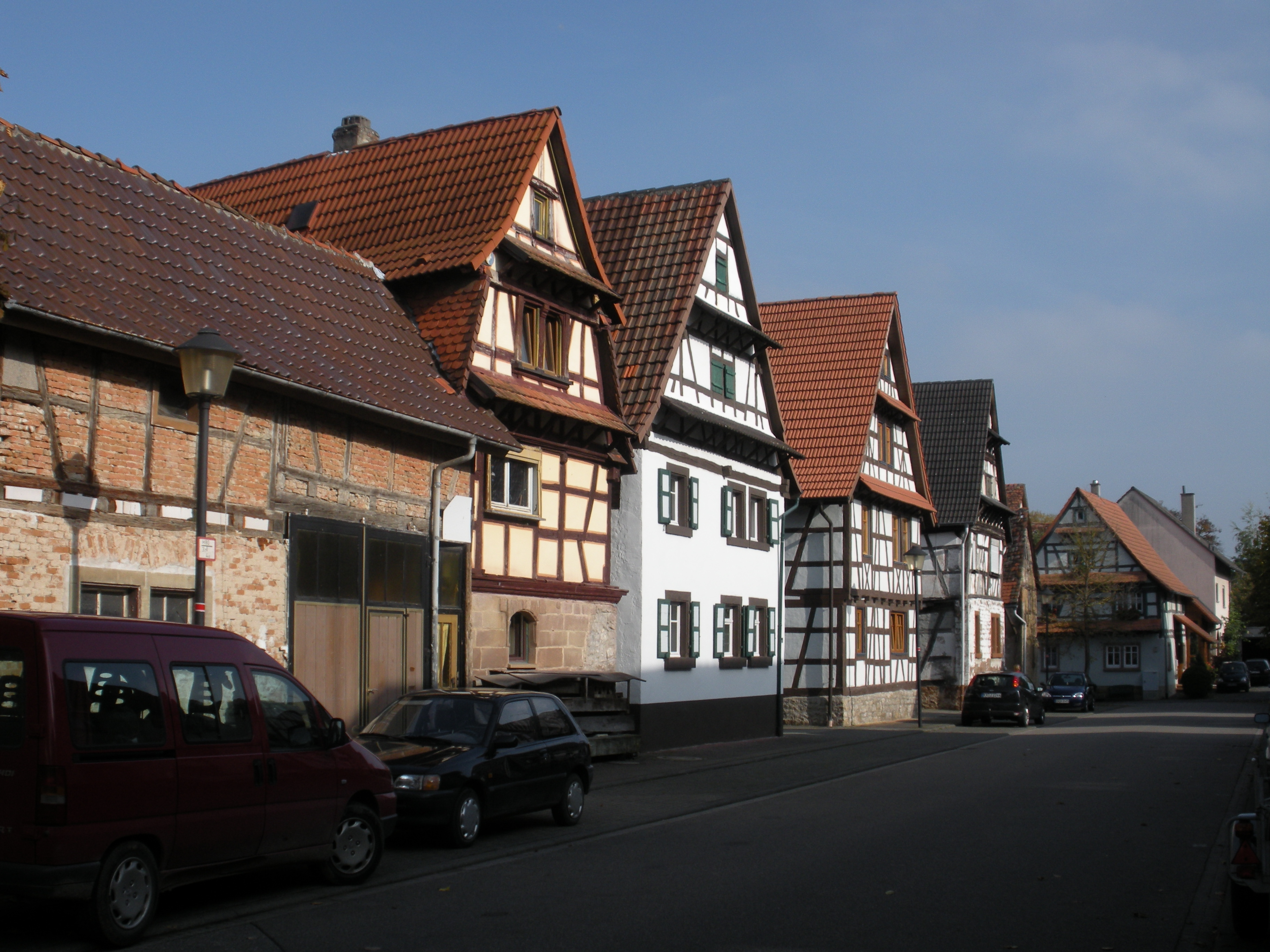
Fachwerkhäuser
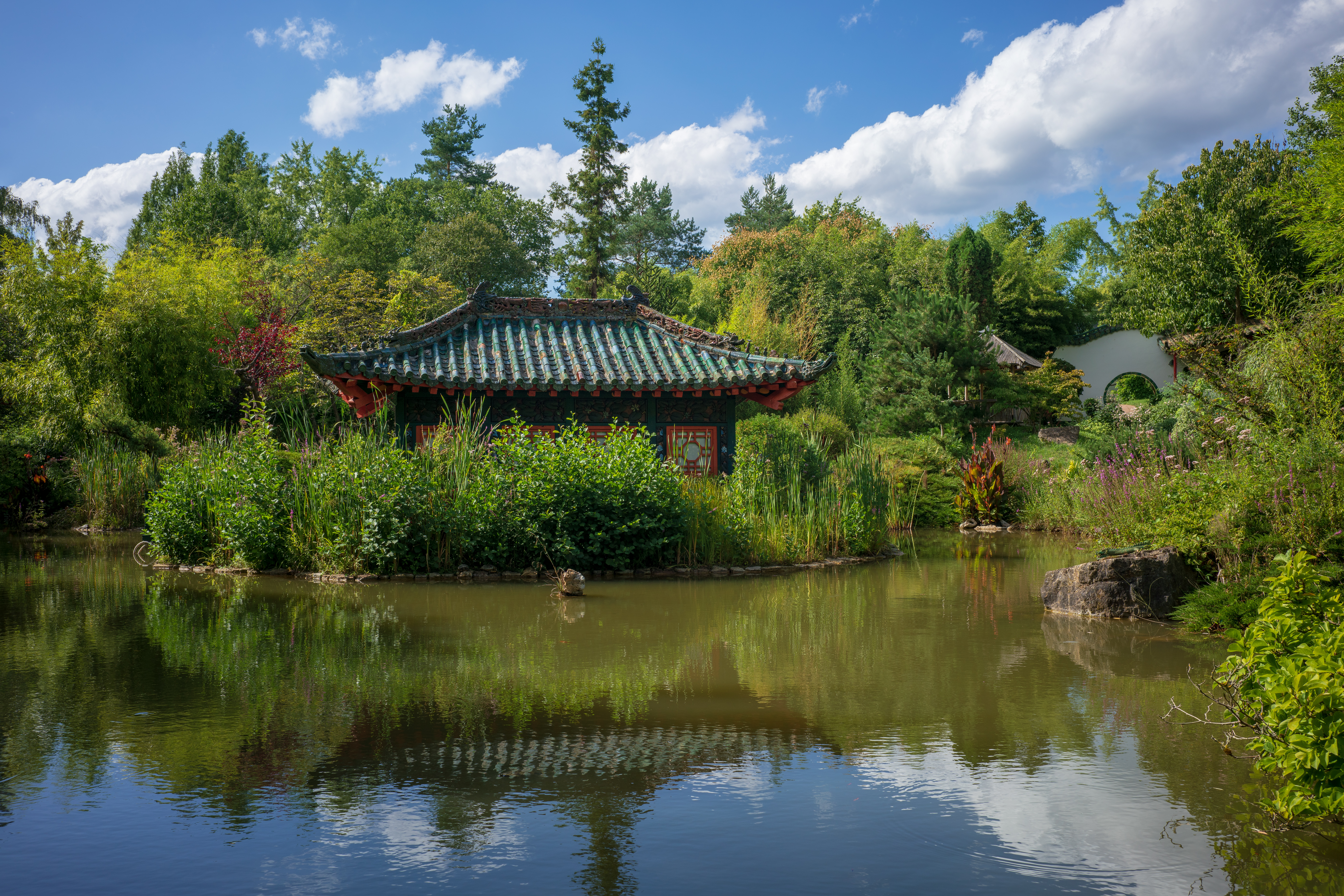
Asiatischer Garten

## Persönlichkeiten
- Max Türkheimer (1860–1936), Ingenieur und Unternehmer